# Gustaf Brandelius

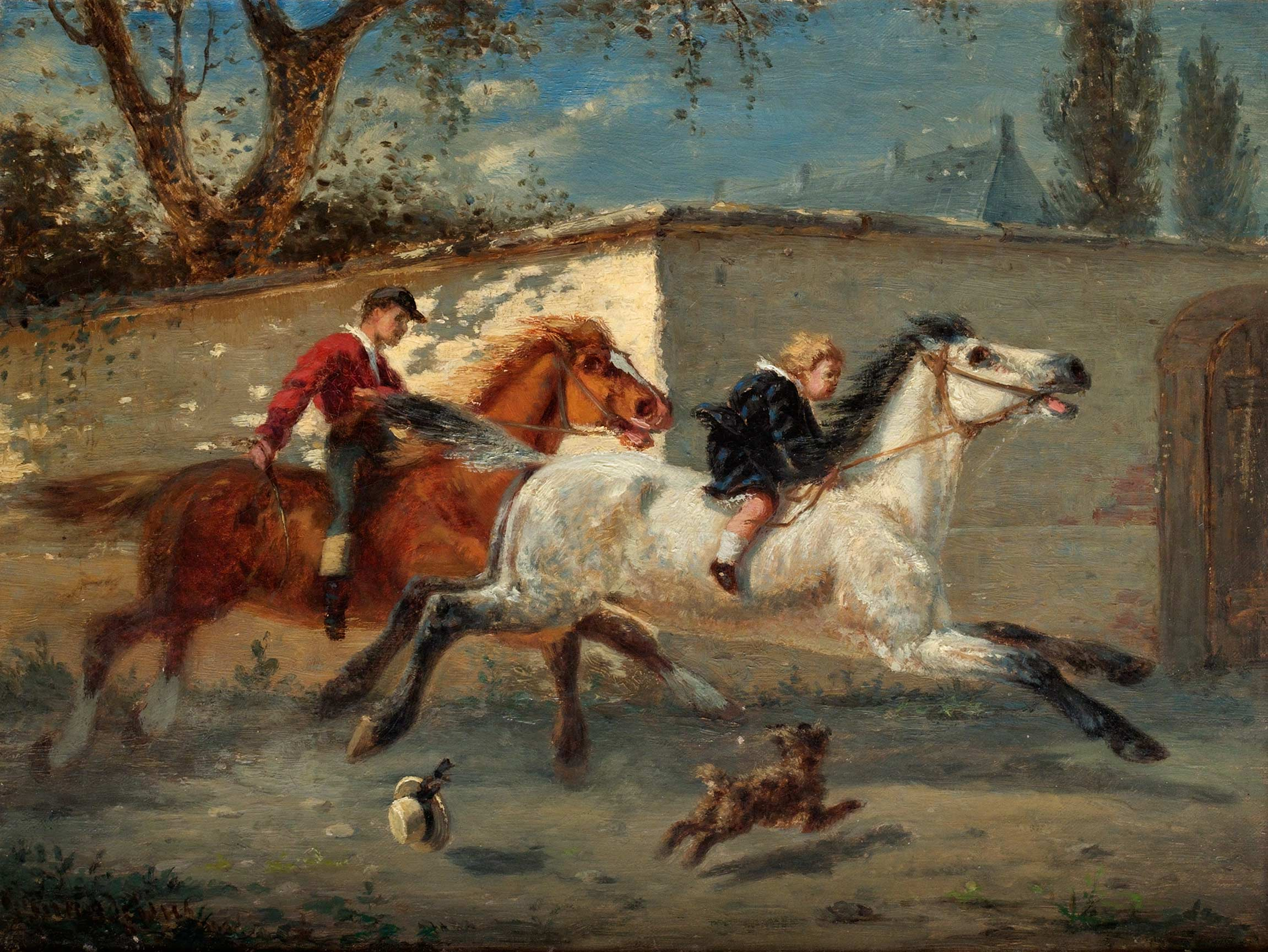
Kappritten av Gustaf Brandelius

Bengt Johan Gustaf Brandelius,  född 22 oktober 1833 i Fredsbergs socken, Västra Götalands län (dåvarande Skaraborgs län), död 24 november 1884 i Skövde, var en svensk konstnär.
Han var son till kyrkoherden Jan Christian Brandelius och Marie Renberg. Brandelius studerade vid Konstakademien men blev 1856 underlöjtnant vid Skaraborgs regemente. 1857 reste Brandelius till Düsseldorf där han studerade för Carl d'Unker och studerade sedan i Paris. 1884 tog han som kapten avsked ur militärtjänsten och avled snart därefter. Han blev agré vid Konstakademien 1864 samt ledamot och hovmålare 1874. Han var representerad med målningen Äventyr på promenad vid konstutställningen i Philadelphia 1876. En minnesutställning med hans konst visades i Stockholm 1888.
Brandelius område var genremåleri med djurmotiv som ibland övergick till landskapsmåleri. En godmodig, skämtsam uppfattning och en inte obetydlig förmåga av karakteristik jämte en viss fart i själva utförandet och kraftiga färger gav honom ett namn inom hans konstart. Brandelius finns representerad vid bland annat Uppsala universitetsbibliotek, Västergötlands museum, Göteborgs konstmuseum, Norrköpings konstmuseum och Nationalmuseum i Stockholm.

## Verk (i urval)
- Barn vid en grind (1864)
- Första ridlektionen (1866)
- Skjutsombytet (1868)
- Vid källan i skogen (1868)
- Mulåsnedrivare (1868)
- En belägrad favorit (1869)
- Vid brunnen (1874)
- Ett äventyr på promenaden (1876)
- Vid högmässans slut (1877)